# Der Schlaf in den Uhren
Der Schlaf in den Uhren ist ein 2022 im Suhrkamp Verlag erschienener Roman von Uwe Tellkamp, der ihn als „Fortschreibung“ seines 2008 erschienenen Romans Der Turm bezeichnet. Mit der gleichnamigen Erzählung gewann Tellkamp 2004 den Ingeborg-Bachmann-Preis und wurde erstmals einem größeren Publikum bekannt. Vom damaligen Romanauszug bis zur Veröffentlichung des Werks vergingen 18 Jahre, der Arbeitstitel lautete Lava. Ein 112-seitiger Auszug erschien 2020 in der Edition Exil des Buchhauses Loschwitz. Da die Figuren des Romans zahlreiche Bezüge zu realen Personen haben, wurde er als Schlüsselroman und als Mediensatire bezeichnet.

## Handlung
Der Roman spielt im Jahr 2015, wechselt aber häufig auch in frühere Zeiten und wird aus der Perspektive des Ich-Erzählers Fabian Hoffmann geschildert, der als einstiger Dissident als Chronist in Diensten der „Tausendundeinenachtabteilung“ von Treva arbeitet. Auch hier wechselt passagenweise die Person des Ich-Erzählers.
Es werden die Labyrinthe eines unterirdischen Reichs beschrieben, in denen Sicherheitsstellen an Aufgaben arbeiten, zu denen vor 25 Jahren auch die Wiedervereinigung zweier geteilter Staaten gehörte (ähnlich der deutschen Wiedervereinigung). Hoffmann will herausfinden, wer damals seine Schwester und seine Eltern verriet, und hat zugleich den amtlichen Auftrag, eine Chronik zum 25. Jahrestag der Wiedervereinigung zu erstellen.

## Karten und Zeichnungen
Der Roman spielt in Treva, der Hauptstadt eines wiedervereinigten Landes mit den Stadtteilen Argo und Brenta. Treva wird als historische Stätte beschrieben, das eine Siedlungsvorform der späteren Stadt Hamburg war. Die Stadt liegt zugleich an Elbe und Rhein. Im Vor- und Nachsatz des Buchs sind Zeichnungen abgebildet, auf denen Landkarten und ein Organigramm mit Ministerien, Institutionen und weiteren Lokalitäten von Treva dargestellt sind, darunter Leipzig und Dresden („Ostrom“). Eine Zeichnung von Brenta sowie eine weitere Zeichnung im Innenteil des Buches zeigen die Strukturen der Organisationen „Tausendundeinenachtabteilung“ und „Spindel“, die im Roman für mediale Strategien, für Nachrichten- und Literaturproduktion zuständig sind. Die Zeichnungen, die von Tellkamp selbst stammen, werden dem Ich-Erzähler Fabian Hoffmann zugewiesen.

## Rezeption

### Rezensionen
Der Roman wurde in allen größeren Publikumsmedien rezensiert. Während die sprachliche Gestaltung ein sehr unterschiedliches Echo fand, stieß die von den Kritikern ausgemachte inhaltliche Tendenz mehrheitlich auf Ablehnung.
Richard Kämmerlings schreibt in der Welt am Sonntag, dass der Roman keine normale Buchveröffentlichung sei, sondern ein Paukenschlag. Er sei eine fantastische, mit allen Lizenzen der Poesie ausgestattete Alternativversion einer herkömmlichen Weitererzählung. Es sei eine hoch poetische Geschichte, die aber immer wieder ins „offen Fremden- und Islamfeindliche“ abkippe und eine unangenehme Nähe zum „Lügenpresse-Stereotyp“ habe.
Marie Schmidt sieht in der Süddeutschen Zeitung den Roman als satirische Fortschreibung von Der Turm. Von der Anlage her erscheint ihr der Text mit seinen vielen Zeitebenen, abrupten Episodenenden, schemenhaften Figuren und dem ständigen Changieren zwischen Fantastischem und Realem unzugänglich. Der Roman sei eine fantastische, mit reaktionären Elementen gespickte Erzählung über den Deep State und lasse sie ratlos zurück.
Xaver von Cranach nennt im Spiegel den Roman „unlesbar“, eine „intellektuelle wie ästhetische Zumutung“ und verweist auf den Begriff der Ethik des Nichtlesens, die Johannes Franzen angesichts der Verlagsankündigung einforderte.
Johann Michael Möller diagnostiziert im Cicero einen „Absturz in düsteres Raunen“.
Michael Ernst charakterisiert das Werk in seiner Rezension für MDR Kultur mit einem Zitat daraus:

„Dabei kam der Mann gar nicht zum Punkt, sondern schwadronierte in endlosen Schleifen um den heißen Brei, das hatten ihm schon manche seiner Leser vorgeworfen. Der Kerl will auf Kunst machen.“

Judith von Sternburg schreibt in der Frankfurter Rundschau, dass der Roman eigentlich eine „Romanrohbauruine“ sei, auch wenn er einige stark erzählte Szenen, mitunter geniale Formulierungen und passagenweise glänzende Prosa enthalte. Hingegen macht sie auch einen faden Humor und platte Ironie aus. Ferner erweise sich im Roman eine „besonders beliebte Verschwörungstheorie“ kurzum als „komplette Wahrheit“, wenn es darum ginge, dass unter dem Dach der Abteilung „Tausendundeinenacht“ alle Nachrichten-, Deutungs- und Meinungsorganisationen von Treva zusammengeführt werden und die „Hauptstrommedien“ – darunter die „Südtrevische Zeitung“ oder die „TRAZ“ –, die Trevische Nachrichtenagentur, der Geheimdienst und Regierung die Nachrichten miteinander abstimmten.
Jan Drees notiert im Deutschlandfunk, dass er dem Roman nur schwer folgen könne. Er sei „konfus konstruiert“ und habe „offensichtlich den Anspruch, das erste ästhetisch relevante Werk rechter Gegenwartsliteratur zu sein, ein nationalkonservatives Stimmungs- und Gesinnungsbild“.
Joachim Dicks beschreibt in einem Beitrag für den Norddeutschen Rundfunk die Lektüre des Romans als „anstrengend, oft qualvoll“. Um die ihm „angediente Rolle des Nationaldichters à la Thomas Mann“ müsse Tellkamp sich nicht mehr sorgen: „Er war es nie und wird es niemals sein“.
Michael Hametner verteidigt den Roman im Freitag gegen die Kritik. Er schreibt, dass es der Roman an Eindeutigkeit vermissen ließe, was jedoch „wirkliche Literatur“ meist tue. Er kritisiert, dass in bisherigen Rezensionen über den Roman mehrheitlich nicht mit Literaturkritik, sondern mit Gesinnungskritik geurteilt worden sei. Auch der Arbeitsaufwand von Literaturkritikern angesichts des Stils und des Seitenumfanges des Textes seien dem Autor nicht vorzuhalten. In diesem Zusammenhang nennt er die Romane Zauberberg und Doktor Faustus von Thomas Mann. In einem zweiten Artikel für den Freitag bezeichnet Hametner den Roman als Schlüsselroman und gleichzeitig teilweise als Wenderoman.

### Verkauf und Popularität
Unmittelbar nach Erscheinen erreichte der Roman die Bestsellerlisten von Spiegel und Börsenblatt.

### Buchvorstellungen
Tellkamp stellte den Roman im Dresdner BuchHaus Loschwitz vor, später mit Sachsens Ministerpräsident Michael Kretschmer in der Sächsischen Landesvertretung in Berlin.

## Textausgabe
- Uwe Tellkamp: Der Schlaf in den Uhren. Suhrkamp, Berlin 2022, ISBN 978-3-518-43100-9.